# رالف براون
رالف براون (بالإنجليزية: Ralph Brown)‏ (و. 1957 – م) هو ممثل، وكاتِب، وكاتب سيناريو، وكاتب مسرحي، وممثل أفلام، من المملكة المتحدة، ولد في كامبريدج.

## وصلات خارجية
- رالف براون على موقع IMDb (الإنجليزية)
- رالف براون على موقع ألو سيني (الفرنسية)
- رالف براون على موقع ألو سيني (الفرنسية)
- رالف براون على موقع ميوزك برينز (الإنجليزية)
- رالف براون على موقع أول موفي (الإنجليزية)
- رالف براون على موقع قاعدة بيانات الأفلام السويدية (السويدية)
- رالف براون على موقع قاعدة بيانات الفيلم (الإنجليزية)
- رالف براون على موقع كينوبويسك (الروسية)